# Fauroux
Fauroux település Franciaországban, Tarn-et-Garonne megyében. Lakosainak száma 182 fő (2022. január 1.). Fauroux Bourg-de-Visa, Brassac, Lacour, Miramont-de-Quercy, Saint-Nazaire-de-Valentane és Touffailles községekkel határos.

## Népesség
A település népessége az elmúlt években az alábbi módon változott:
| Lakosok száma | 234  | 240  | 246  | 225  | 210  | 194  | 190  | 186  | 182  |
|               | 2013 | 2015 | 2016 | 2017 | 2018 | 2019 | 2020 | 2021 | 2022 |